# Taiwanstreepvleugel
De taiwanstreepvleugel (Actinodura morrisoniana) is een zangvogel uit de familie Leiothrichidae. Deze vogel is genoemd naar de hoogste berg van Taiwan die vroeger Mount Morrison werd genoemd.

## Kenmerken
De taiwanstreepvleugel is 18 tot 19 cm lang en weegt 32 g. Zoals alle streepvleugels heeft de vogel een dicht, donker streepjespatroon op de hand- en staartpennen op een roodbruine of grijze (staart) achtergrond. Verder is de vogel overwegend kastanjebruin met op de borst grijze streepjes. De snavel is donkerbruin tot bijna zwart en de poten zijn vleeskleurig tot leigrijs.

## Verspreiding en leefgebied
Het is een endemische vogelsoort uit Taiwan. Het is een vogel van groenblijvend montaan loofbos die broedt op 1500 tot 2700 m boven de zeespiegel en 's winters op lagere hoogte kan worden waargenomen.

## Status
Op Taiwan is het een algemene standvogel. De populatiegrootte wordt geschat tussen de 100 en 10.000 broedparen. De aantallen gaan achteruit. Echter, het tempo ligt onder de 30% in tien jaar (minder dan 3,5% per jaar). Om deze redenen staat deze streepvleugel als niet bedreigd op de Rode Lijst van de IUCN.